# ブランカ・デ・ポルトゥガル (1198-1240)
ブランカ・デ・ポルトゥガル（ポルトガル語：Branca de Portugal, 1198年 - 1240年ごろ）は、ポルトガル王女（インファンタ）。

## 生涯
ポルトガル王サンシュ1世とドゥルセ・ベレンゲル・デ・バルセロナの第8子。ベレンガリアと双子とも考えられている。父王とその愛妾マリア・パイス・デ・リベイラ（"a Ribeirinha"）により宮廷で育てられた。ブランカは8歳か10歳のころに、姉たちとともに住むためロルヴン修道院に送られた。後にグアダラハラ修道院の修道女となった。1240年ごろに死去し、母が埋葬されていたコインブラのサンタ・クルース修道院に埋葬された。